# نادي ريفاس لكرة السلة
نادي ريفاس لكرة السلة (بالإسبانية: Rivas Ecópolis)‏ هو فريق كرة سلة إسباني للمحترفات تأسس في سنة 1993 يقع مقره في ريفاس - فاسيامدريد، إسبانيا. ينافس في الدوري الإسباني لكرة السلة للسيدات.

## الإنجازات
- فاز مرة واحدة بالدوري الإسباني لكرة السلة للسيدات (2013–14)
- الدوري الأوروبي لكرة السلة للسيدات
  - 2011–12: الوصافة

## وصلات خارجية
- الموقع الرسمي